# گابریل گالاردی
گابریل گالاردی (انگلیسی: Gabriele Galardi؛ زادهٔ ۵ فوریهٔ ۲۰۰۲) بازیکن فوتبال است.